# Nacho Fernández Iglesias
José Ignacio Fernández Iglesias, més conegut com a Nacho Fernández (Madrid, 18 de gener de 1990) és un futbolista madrileny. Format al Reial Madrid CF, actualment juga com a defensa a l'Al-Qadisiya saudita. És el germà gran del també futbolista Álex.

## Biografia
Format a les divisions inferiors del Reial Madrid CF, on va arribar l'1 de juliol del 2001, va passar per totes les categories fins a arribar el 2009 al Reial Madrid Castella. Va viatjar amb el primer equip durant la pretemporada 2010-11 als Estats Units. El 23 d'abril de 2011 hi va debutar com a titular, guanyant per 3-6 al València CF a l'estadi de Mestalla.
Durant la pretemporada 2011-12 va tornar a viatjar amb el primer equip a la gira americana que va realitzar al mes de juliol, jugant contra Los Angeles Galaxy. Va jugar com a suplent al partit de tornada dels setzens de final de la Copa del Rei, al substituir al seu company del filial, Jorge Casado.
Va debutar a la Lliga de Campions el 4 de desembre del 2012, guanyant a l'AFC Ajax per 4 gols a 1.
Al juny de 2024 anuncià que abandonava el Reial Madrid després de jugar-hi durant 23 anys.

## Palmarès

### Reial Madrid Castella
- 1 Segona Divisió B: 2011-12

### Reial Madrid CF
- 6 Lligues de Campions: 2013–14, 2015–16,[8] 2016–17,[9] 2017–18, 2021–22, 2023–24[10]
- 4 Supercopes d'Europa: 2014,[11][12][13] 2016,[14] 2017, 2022
- 5 Campionats del món de clubs: 2014,[15] 2016,[16] 2017,[17] 2018, 2022
- 4 Lligues espanyoles: 2016-17,[18] 2019-20, 2021-22, 2023-24[19]
- 2 Copes del Rei: 2013-14, 2022-23[20]
- 5 Supercopes d'Espanya: 2012, 2017,[21] 2019-20, 2021-22, 2023-24[22]

### Selecció espanyola
- 1 Eurocopa: 2024[23]
- 1 Lliga de les Nacions de la UEFA: 2022-23[24]
- 1 Campionat d'Europa sub-17: 2007
- 1 Campionat d'Europa sub-21: 2013[25]
- 1 Subcampionat del Món sub-17: 2007